# Cozia, Caraș-Severin
Cozia este un sat în comuna Cornereva din județul Caraș-Severin, Banat, România. La recensământul din 2011 avea o populație de 137 locuitori.